# Дерюгин, Алексей Васильевич
Алексей Васильевич Дерюгин (5 марта 1913 г. д. Андреяново, Угличский уезд, Ярославская губерния — 1 мая 2005 г. Москва) — старшина Рабоче-крестьянской Красной Армии, участник советско-финской войны, Герой Советского Союза (1940).

## Биография
Алексей Дерюгин родился 5 марта 1913 года в деревне Андреяново Угличского уезда Ярославской губернии в семье крестьянина. Получил неполное среднее образование, после чего работал заместителем председателя сельпо. В 1935 году Дерюгин был призван на службу в Рабоче-крестьянскую Красную Армию. Служил в стрелковом полку, затем, оставшись на сверхсрочную службу, получил специальность танкиста. Участвовал в советско-финской войне, будучи командиром танка 108-го танкового батальона 35-й легкотанковой бригады 7-й армии Северо-Западного фронта.
Принимал личное участие в 16 танковых атаках. В ходе разведки позиций противника в районе озера Сумма-Ярви Дерюгин на своём танке ворвался в расположение противника и, вызвав на себя его огонь, определил местонахождение его огневых точек. В бою в районе Басси он прикрыл своим танком получивший повреждения танк своего командира и обеспечил эвакуацию его экипажа. В феврале 1940 года в районе города Выборга (ныне — в Ленинградской области), действуя совместно с сапёрными подразделениями, блокировал и уничтожил финский дот. В одном из последующих боёв Дерюгин лично уничтожил финское орудие вместе с его расчётом. 23 февраля танк Дерюгина был подбит. Весь экипаж погиб, а Дерюгину оторвало ступню левой ноги, но, несмотря на это, он сумел добраться до советских позиций.
Указом Президиума Верховного Совета СССР от 21 марта 1940 года за «образцовое выполнение боевых заданий командования на фронте борьбы с финской белогвардейщиной и проявленные при этом отвагу и геройство» младший комвзвод Алексей Дерюгин был удостоен высокого звания Героя Советского Союза с вручением ордена Ленина и медали «Золотая Звезда» за номером 488.
В июне 1941 года в звании старшины Дерюгин был демобилизован по инвалидности. В годы Великой Отечественной войны он работал начальником Центрального автомотоклуба ДСО «Трудовые резервы», занимался обучением военных водителей. В 1948 году окончил Московскую межобластную партийную школу, после чего работал секретарём парторганизации молококомбината имени А. М. Горького, затем инструктором Бауманского райкома КПСС. В 1956 году Дерюгин окончил Высшую партийную школу при ЦК КПСС, после чего работал сначала начальником отдела автомотоспорта, затем начальником отдела прикладных видов спорта Спорткомитета СССР.
Выйдя на пенсию, работал начальником отдела кадров Московского зонального управления «Спортлото». Занимался общественной деятельностью. В 1988 году по предложению ЦК КПСС и министерства соцобеспечения стал первым председателем Всероссийского общества инвалидов.
Проживал в Москве, умер 1 мая 2005 года, похоронен на Ивановском кладбище у посёлка Воскресенское Ленинского района Московской области.
Был также награждён советским орденом «Знак Почёта» и российским орденом Почёта, медалями.